# Classe 200 Super Speranza
La classe 200 Super Speranza était une classe de  vedette côtière rapide de la Garde côtière italienne.

## Historique
Les unités ont des coques en bois d'acajou en quatre couches croisée collées à froid avec une résine artificielle.

## Unités
Les vedettes de patrouille CP 224, CP 229, CP 225 et CP 226 ont été données, entre 2002 et 2004, à la marine albanaise pour la  Garde côtière d'Albanie.
Les vedettes CP 230 et CP 242 ont été données en 2004 à la marine djiboutienne. 
Les vedettes CP 247 et CP 250 ont été données à la nouvelle marine irakienne. 